# Baharampur
Baharampur (alternativt Berhampore) är en stad i nordöstra Indien. Den är belägen i delstaten Västbengalen och är administrativ huvudort för distriktet Murshidabad. Staden hade cirka 200 000 invånare vid folkräkningen 2011. Storstadsområdet, Baharampur Urban Agglomeration, inkluderar ytterligare nio orter och har lite mer än 300 000 invånare.